# Ira (ime)
Ira je žensko osebno ime.

## Izvor imena
Ime Ira je različica ženskega osebnega imena Irena.

## Pogostost imena
Po podatkih Statističnega urada Republike Slovenije je bilo na dan 31. decembra 2007 v Sloveniji število ženskih oseb z imenom Ira: 32.